# TCMB Tower
 (février 2025).
La TCMB Tower appelé aussi CBRT Tower ou Central Bank of the Republic of Turkey Tower est un gratte-ciel de 352  mètres de hauteur construit de 2020 à 2024 à Istanbul  en Turquie dans le district d'Ümraniye dans le complexe appelé Istanbul Financial Center, situé dans la partie asiatique de la ville et lancé dans les années 2010.
Le bâtiment comporte 59 étages et abrite des locaux de la Banque centrale de la république de Turquie
C'est l'un des plus hauts gratte-ciel de Turquie
L'immeuble a été conçu par l'agence d'architecture turque Vizzion Mimarlik dans un style postmoderne